# G4 (GLAY)
GLAY的第33張單曲，也是第一張四A面單曲。

## 簡介
- GLAY出道以來第一張四A面單曲，台灣有發行台壓版。
- 自「WHITE ROAD」發行以來相隔1年7個月的單曲。
- 『G4』的意思是：「收錄4首歌曲」、「GLAY的4位團員」、「GLAY for〜」等等。
- 「ROCK'N'ROLL SWINDLE」、「LAYLA」2首歌曲在2006年2月的日本武道館演唱會率先曝光。

## 收錄曲目
1. ROCK'N'ROLL SWINDLE
有『單曲版』和『專輯版』2種，單曲版只有收錄在這張單曲中。
2. 為某個人而活
和2004年「Blue Jean」同時期製作的歌曲。
3. 戀
MV由紀里谷和明擔任導演，描寫同性戀和背叛愛情。在電視節目『音樂戰士 MUSIC FIGHTER』、『我們的音樂』中演出。
4. LAYLA
這首歌原本預定在2005年發行單曲。

## 收錄專輯
- LOVE IS BEAUTIFUL（ROCK'N'ROLL SWINDLE和LAYLA為專輯版本）
- THE GREAT VACATION VOL.1 〜SUPER BEST OF GLAY〜 （ROCK'N'ROLL SWINDLE和LAYLA為專輯版本）
- rare collectives vol.3